# 立克次氏体痘
立克次氏体痘是由立克次氏体属病原体（Rickettsia akari）引起的、由螨传播的传染性疾病。1946年，该种疫情在纽约一片公寓群爆发后，医师罗伯特・休伯纳及自学成才的昆虫学家Charles Pomerantz在确定病因的过程中起到了主要作用。这被记载于医学作家Berton Roueché所著的短篇故事"The Alerting of Mr. Pomerantz"中。
虽然疾病不经蜱传播（斑疹热的特点之一），引起该疾病的细菌却属于立克次氏体属的斑疹热组中的一种。